# Paganinivariaties
De Paganinivariaties ofwel Variaties op een thema van Paganini is een compositie van Witold Lutosławski uit 1941. Het is een van de weinige composities van de Poolse componist die de Tweede Wereldoorlog overleefden.

## Geschiedenis

### Muziek
Van 1802 tot 1817 componeerde Niccolò Paganini zijn 24 Capriccio's voor viool, een serie van 24 capriccio's, sommige grillig, andere uiterst melodieus. Wat ze gemeen hebben is de virtuositeit die benodigd is om ze te spelen. Het werk leidde al snel tot arrangementen voor andere (combinaties van) muziekinstrumenten. Een van de eersten was Robert Schumann met zijn Zes studies op capriccio's van Paganini, vervolgens kwam Franz Liszt met zijn Grandes études de Paganini, en Johannes Brahms met zijn Variationen über een Thema von Paganini, Op.35 voor piano.In de 20e eeuw kwamen Karol Szymanowski met zijn Drie Paganinicapriccio's, Sergej Rachmaninov met zijn Rapsodie op een thema van Paganini, Boris Blacher met zijn Orchestervariationen über een Thema von N. Paganini en Fazil Say met zijn Paganini Jazz voor piano. Wat de arrangementen weer gemeen hadden was de benodigde virtuositeit.

### De componist
De familie Lutosławski verbleef aan de vooravond van de Russische Revolutie (1918) in Rusland. De vader van Witold, Jozéf en zijn broer Marian Lutosławski zetten zich in voor een grotere onafhankelijkheid van Polen, daarin gesteund door tsaar Nicolaas II van Rusland. Na de revolutie was de wereld geheel veranderd. Degenen die met de tsaar gewerkt hadden vielen in ongenade. Jozéf en Marian werden opgepakt in september 1918 gefusilleerd, valk nadat het gezin op bezoek was geweest in de gevangenis. Eind 1918 moest Duitsland Polen verlaten. Het gezin vertrok naar Warschau. Vervolgens brak de Pools-Russische Oorlog uit, die voortwoekerde van 1919 tot en met 1921.
In 1939 begon de oorlogsgeschiedenis van de Lutosławski's opnieuw. Witold werd in de zomer opgeroepen als cadet om mede leiding te geven aan de verbindingspost in Krakau. Op 1 september vielen de Duitsers Polen binnen. De eenheid werd verplaatst naar Lublin, de verplaatsingen gingen zo snel, dat Lutosławski zich niet meer exact wist te herinneren waar hij gevangen werd genomen. Na acht dagen krijgsgevangene te zijn geweest wist de componist te ontsnappen en begon aan de voettocht naar Warschau van ongeveer 400 kilometer. Op 17 september viel de Sovjet-Unie Polen binnen. Zij wisten Witolds broer Henryk (1909-1940) te pakken te krijgen en zetten hem op transport naar Siberië alwaar hij overleed.
Het officiële leven in Polen kwam stil te liggen en Witold begon in december 1939 in illegale gelegenheden concerten te geven, pianoavonden vol te spelen of soms cabaretvoorstellingen te geven. In de loop van de jaren ging hij samenspelen met Andrzej Panufnik, een componist die in hetzelfde schuitje zat. Witold en Andrzej speelden al dan niet bewerkte klassieke muziek, waarbij de stijl van de oorspronkelijke componist werd overgezet naar een stijl van een ander. In dat kader ontstonden de Paganinivariaties voor twee piano's. Het maakte deel uit van een grotere verzameling van bewerkingen. Net voordat de Opstand van Warschau losbrak op 1 augustus 1944 wist de resterende familie hun biezen te pakken en vluchtte naar Komorów. Witold moest een deel van zijn werken achterlaten; de achtergelaten werken eindigen in de brand van de opstand. De Paganinivariaties overleefden het echter.
De Paganinivariaties waren voor het eerst in het Westen te beluisteren tijdens een concert in Parijs op 9 november 1948. De compositie bleef dertig jaar ongewijzigd. In 1978 maakte Lutosławski een bewerking van zijn Paganinivariaties. Het werd een versie voor piano en symfonieorkest, de beoogde soliste was Felicja Blumental, voltooid in juli/augustus 1978. Blumental gaf de eerste uitvoering op 18 november 1979 in Miami met het plaatselijke Philharmonisch Orkest van Florida onder leiding van Brian Priestman.          

## Muziek
De muziek van de Paganinivariaties is gebaseerd op de 24e capriccio uit het werk van Paganini. De muziek is sterk afwijkend van het overige werk van de componist van die tijd. Lutosławski moest eerst de Tweede Wereldoorlog overleven, vervolgens het Sovjetregime. Niet alleen vanuit de politieke hoek stond hij onder druk. Ook de "Kunsten" moesten gestroomlijnd worden, de muziek moest begrijpbaar zijn voor het volk. De bewerking voor piano en orkest wijkt dan ook af van zijn werk. In de tijd tussen de oorspronkelijke versie en de “definitieve” zitten behoorlijk experimentele werken waarin de aleatorische muziek is verwerkt. Op het in allegro capriccioso gestarte thema wordt elf keer gevarieerd en afgesloten met een coda. Het stuk is wederom uiterst virtuoos, maar in het midden zit een variatie die zeer kalm is. Aan het eind van het werk zit nog een cadens. Daarmee kreeg het werk het karakter van een pianoconcert. Lutosławski's Pianoconcert klinkt echter heel anders, want is geschreven in zijn eigen idioom.

### Orkestratie
Lutosławski heeft het werk zo georkestreerd, dat het soms inderdaad wat weg heeft van een klassiek pianoconcert, dan weer laat hij het als kamermuziek klinken.
- solo piano
- 2 dwarsfluiten (II ook piccolo), 2 hobo's (II ook althobo), 2 klarinetten, 2 fagotten (II ook contrafagot)
- 4 hoorns, 3 trompetten, 3 trombones, 1 tuba
- pauken,  man/vrouw percussie, 1 harp
- violen, altviolen, celli, contrabassen

### Discografie
Het werk mag zich verheugen in een uitgebreide discografie, zowel voor de versie voor twee piano's als de versie voor piano en orkest. Opvallend is dat er geen overlap is.